# Stenocercus apurimacus
Stenocercus apurimacus är en ödleart som beskrevs av  Thomas H. Fritts 1972. Stenocercus apurimacus ingår i släktet Stenocercus och familjen Tropiduridae. Inga underarter finns listade i Catalogue of Life.